# Xanthopimpla attenuata
Xanthopimpla attenuata är en stekelart som beskrevs av Henry Keith Townes, Jr. och Chiu 1970. Xanthopimpla attenuata ingår i släktet Xanthopimpla och familjen brokparasitsteklar.

## Underarter
Arten delas in i följande underarter:
- X. a. tripetala
- X. a. sternata
- X. a. spilopleuris